# Station Stalowa Wola Centrum
Station Stalowa Wola Centrum is een spoorwegstation in de Poolse plaats Stalowa Wola.